# Polychlortrifluorethylen
Polychlortrifluorethylen (Kurzzeichen PCTFE) ist ein vollhalogeniertes Polymer, das zur Klasse der Polyhalogenolefine zählt. PCTFE ist ein Homopolymer, das aus dem Monomer Chlortrifluorethylen aufgebaut ist. Charakteristisch für PCTFE ist die (-CClF-CF2-)n-Einheit. PCTFE gehört zu den Thermoplasten.

## Geschichte
PCTFE wurde bereits 1934 von Dr. Fritz Schloffer (1901–1978) und Dr. Ing. Otto Scherer (1903–1987) bei der IG Farben entdeckt. Es ist damit der am längsten bekannte Fluorkunststoff.

## Eigenschaften und Anwendungen
PCTFE ist wie andere Fluorkunststoffe sehr beständig gegenüber vielen Chemikalien. Daneben besitzt PCTFE die höchste Härte, Festigkeit und Steifigkeit unter den Fluorkunststoffen. PCTFE ist formstabil, sehr gut mechanisch bearbeitbar und kann in einem weiten Temperaturbereich (etwa −240 °C bis +205 °C) eingesetzt werden. 
Weitere Eigenschaften:
- unbrennbar
- Wärmeleitfähigkeit: 0,209 W/(K m)
- Zugfestigkeit: 37 N / mm²
- Scherfestigkeit: 59 N / mm²
- Schubmodul: 1243 N / mm²
- Kompressionsmodul: 1243 N / mm²
- Spezifischer Widerstand bei 50 % rel. Luftfeuchtigkeit: 1018 {\displaystyle \Omega } cm
- Durchschlagfestigkeit: 20000 V/mm

PCTFE wird wegen seiner einzigartigen Eigenschaften im Apparatebau eingesetzt (Pumpen, Kompressoren, extreme Tiefkühlanwendungen, Dichtungen). Weiter wird es als Folie in der Lebensmittel- und der pharmazeutischen Verpackungsindustrie und der optischen Datenverarbeitung eingesetzt.

## Markennamen
- Kel-F (3M), Produktion 1995 eingestellt
- Neoflon (Daikin Industries)
- Aclar (Honeywell)
- Voltalef (Arkema)